# Skolelederforeningen
Skolelederforeningen er en dansk faglig organisation for skoleledere, der har sine rødder tilbage til 1907. Langt de fleste medlemmer er ansat i folkeskolen, men foreningen organiserer også andre ledere.
Skolelederforeningen arbejder for at forbedre medlemmernes løn- og arbejdsforhold og vejleder og rådgiver dem i pædagogiske og faglige spørgsmål samt i personsager. Desuden arbejder foreningen for at varetage medlemmernes skole- og ledelsespolitiske interesser og for at være synlig i den skolepolitiske debat.
Skolelederforeningens medlemmer er organiseret i 94 lokale afdelinger - stort set en afdeling per kommune – og 5 landsdækkende klubber for særlige ledergrupper.
Foreningens højeste myndighed er repræsentantskabet, der mødes årligt i henhold til vedtægterne.
Skolelederforeningen har 3750 medlemmer og organiserer 98 procent af lederne i folkeskolen.
Den daglige politiske ledelse udgøres af formandskabet (formand Dorte Andreas og næstformand Kristian Dissing Olesen) samt foreningens bestyrelse, der i alt har 8 medlemmer.
Foreningens sekretariat har til huse i Snaregade i København.

## Medlemmer
De ledere, som er organiseret i Skolelederforeningen, er langt overvejende ledere i folkeskolen. Dertil kommer særlige grupper af ledere: ledere af grundskoler på private gymnasier, specialundervisningsinstitutioner for voksne, specialskoler og skoler med behandlingstilbud. Ledende skolepsykologer og tale- og hørekonsulenter med ledelsesbeføjelser er også medlemmer.
Stort set alle ledere i folkeskolen har lærerbaggrund.
80 procent er videreuddannet på diplom- eller masterniveau.

## Organisering og overenskomster
Gennem medlemskab af [[Danmarks Lærerforening]] (forkortet [[DLF]]) er Skolelederforeningen også medlem af Lærernes Centralorganisation (forkortet LC) og Forhandlingsfællesskabet (tidligere KTO), hvilket giver Skolelederforeningen ret til at forhandle løn- og ansættelsesvilkår i kommuner, regioner og stat, samt adgang til fællesskabet i overenskomst- og andre forhandlinger.
I LC er Skolelederforeningen sammen med Frie Skolers Ledere, Ledergruppen i Uddannelsesforbundet og Handelsskolernes Lærerforening (Ledersektion) samlet i LC-Lederforum (forkortet LC-LF), der varetager alle forhold inden for lederoverenskomster på undervisningsområdet.
Via LC-LF har Skolelederforeningen sin egen overenskomst på det kommunale område.

## Historie

### 1907 – 1945
Den første faglige forening for ledere i folkeskolen, Overlærerforeningen, så dagens lys i 1907. Foreningen byggede oven på landsdækkende overlærermøder, som havde deres begyndelse i 1893, og som fandt sted en gang om året.
Overlærerforeningen kom til verden på et tidspunkt, hvor der var en kraftig vækst og udvikling i købstædernes skolevæsen, og hvor der politisk var planer om at revidere planerne for de offentlige skoler, herunder overlærernes arbejdsforhold.
I 1919 blev lønningsloven ændret. Et markant resultat var, at organisationernes forhandlingsret på det offentlige område blev anerkendt. Det førte på skoleområdet til, at DLF i 1921 fik adgang til at forhandle overenskomster. Overlærerne blev ved samme lejlighed sikret en af lærerforeningen valgt repræsentant under forhandlinger med ministeriet.
Dermed var der taget skridt til en tæt forbindelse mellem de to foreninger. I 1923 ændrede Overlærerforeningen sine vedtægter, så medlemskab af foreningen var betinget af, at man også var medlem af DLF.
Foreningen var i disse år uden decentral struktur og var derfor en ”formandsforening”.
I løbet af 1930´erne fik overlærere på større skoler nogen aflastning, fordi der blev ansat viceskoleinspektører. Det øgede samtidig antallet af viceskoleinspektører, som ikke kunne være medlem af Overlærerforeningen. I 1939 førte det til dannelsen af ”Foreningen af Viceskoleinspektører i Provinsen”, der gennem mange år så det som sin fremmeste opgave at få stillingen gjort til en souschefstilling, et mål, der først blev nået med tjenestemandsloven af 1969.

### 1945 – 1976
Arbejdet i Lønningskommissionen af 1945 medførte året efter en lov, der ændrede gennemgribende på stillingsbetegnelserne. I konsekvens af de ændrede stillingsbetegnelser tog Overlærerforeningen navneforandring til Danmarks Skoleinspektørforening.
I slutningen af 1950’erne og i 1960’erne steg behovet for skole og uddannelse i samfundet mærkbart. Forældrene udvidede selv undervisningspligten ved, at så godt som alle børn fortsatte ud over den undervisningspligtige alder. Der blev bygget nye centralskoler i landkommunerne og de, der allerede var opført, blev udvidet. Der blev udnævnt mange nye skoleinspektører, og foreningens medlemstal næsten tredobledes fra 574 medlemmer i 1957 til 1505 i 1972.
For at imødekomme de mange nye medlemmer fik foreningen i 1971 en struktur, der byggede på opdeling i amtskredse og et repræsentantskab som foreningens besluttende myndighed. Foreningen mistede dermed efterhånden sin karakter af at være en ”formandsforening”.
Et resultat af tjenestemandsloven af 1969 var, at der kom egentlige souschefer på alle skoler over en vis størrelse, ligesom der indførtes en ændret status for førstelærerne.
Med viceskoleinspektørernes status som souschefer og førstelærernes nye vilkår var der en god logik i, at de tre foreninger, Skoleinspektørforeningen, Viceskoleinspektørforeningen og Førstelærerforeningen blev lagt sammen. Det skete med virkning fra 1976 organisatorisk på den måde, at de to sidstnævnte foreninger blev opløst, og medlemmerne overført til skoleinspektørforeningen. Foreningens medlemstal nåede dermed op på ca. 2000 medlemmer og steg over 30 år til det dobbelte for efter 2007 igen at falde til 3750.

### 1976 – 1997
Foreningens administration havde tidligere været formandens område, men i 1978 blev der oprettet et selvstændigt sekretariat i København.
I skolestyrelsesloven 1970 blev det slået fast, at skolelederen har såvel den administrative
som den pædagogiske ledelse af skolen, men mange skoleledere fandt, at de ikke havde tiden til at løse opgaverne. Det var derfor et af de vigtige indsatsområder for Danmarks Skoleinspektørforening og - fra 1976 - for Danmarks Skolelederforening. Det samme blev det at finde det rigtige forhold til DLF.
Lærerforeningen blev i disse år mere bevidst om sin rolle som lærernes fagforening, og da regeringen i vinteren 1979 ville ændre i lærernes rådighedstimer uden om de gældende aftaler, udløste det en aktion i form af et fagligt møde i undervisningstiden. Skolelederne reagerede forskelligt på aktionen, nogle støttede solidarisk DLF og indberettede sig selv som deltagere, andre fandt den i strid med deres status som tjenestemænd. På repræsentantskabsmødet samme år var der røster fremme om at
kappe forbindelsen til DLF, hvilket flertallet dog ikke var rede til.
De kommende år fortsatte diskussionen om forholdet til DLF dels som følge af, at det i tilfælde af en uoverensstemmelse mellem leder og medarbejder var uhensigtsmæssigt at få bistand fra samme konsulent.
Lederrollen ændrede sig som følge af, at der kom flere politiske meldinger om, hvad skolen skulle, uden at lederne fik flere beføjelser. Processen betød, at dialogen med lærerne ude på skolerne blev vanskelig. Det samme blev dialogen med DLF.
I 1982 var lederne således tæt på at bryde med lærernes fagforening, blandt andet fordi DLF ikke ville ændre på, at lærerkredsformændene, der forhandlede med en leder om lærernes arbejdsforhold, også skulle forhandle skolelederens løn- og arbejdsforhold.

### 1997 - 2007
I 1997 fik Danmarks Skolelederforening ændret sin organisatoriske status i DLF, men uden at lederne kunne forhandle deres egen overenskomst. Det førte til, at en stor gruppe af medlemmer samt en næsten fuldtallig bestyrelse besluttede at forlade lærerforeningen og videreføre Danmarks Skolelederforening uden tilknytning til lærernes fagforening.
Skolelederne blev delt i dem, der meldte sig ind i den nye forening, og dem, der blev i DLF. Da Lærerforeningen året efter oprettede Lederforeningen, blev resultatet, at landets skoleledere i 10 år var delt i to faglige foreninger.
I slutningen af denne periode nærmede de to grupper sig hinanden i spørgsmålet om at få samlet skolelederne i en ny fælles forening med egen forhandlingsret for ledergruppen.
Blandt andet fordi DLF i perioden havde åbnet sig for organisatoriske ændringer, lykkedes det at etablere Skolelederforeningen i 2007.
Samme år kom de københavnske skoleledere også med i den fælles forening.
Skolelederne i København har i lange perioder haft en selvstændig organisatorisk udvikling, der i 2004 førte til oprettelsen af Københavns Skolelederforening. Siden oprettelsen i 2007 har de københavnske skoleledere været med i Skolelederforeningen.

### Siden 2007
Skolelederforeningen har siden 2007 gennemgået en betydelig professionalisering inden for blandt andet medlemsrådgivning, interessevaretagelse, medier- og kommunikation samt administration og drift. En professionalisering med en høj grad af selvstændighed. Skolelederforeningen har centralt egen aftale- og forhandlingsret og Skolelederforeningens afdelinger har også lokal aftale- og forhandlingsret.
Skolelederforeningen udgiver medlemsbladet Plenum syv gange om året og nyhedsbrevet Plenum + ca. hver tredje uge. Foreningen er desuden aktiv på en række sociale medier og på sin hjemmeside skolelederforeningen.org.
Årsmøderne har altid spillet en central rolle i Skoleledernes faglige organisationer og i dag holdes de i oktober med adgang for medlemmer af Skolelederne og andre interesserede. Der deltager ca. 1.700 skoleledere i løbet af de to dage årsmødet varer.

## Foreningernes formænd
Overlærerforeningen (fra 1907)
- Th. Siersted, 1907 – 15
- N.P. Tradsborg 1915 – 19
- G.J. Arvin 1919 – 27
- Valdemar Lassen 1927 – 35
- J.C. Hartelius 1935 – 39
- K. Andreasen 1939 – 49

Foreningen af Viceskoleinspektører i Provinsen (fra 1939)
- P. Munk Poulsen 1939 – 47
- V. Andreasen 1947 – 51
- Bernhard Sørensen 1951 – 62
- E. Faber 1952 – 70
- Svend Åge Bonde 1970 – 74
- O. Mønsted-Olsen 1974 – 76

Førstelærerforeningen (fra 1968)
- Ole Kromann Kristensen 1968 – 70
- E. Fink 1970 – 76

Danmarks Skoleinspektørforening (fra 1945)
- Georg J. Jakobsen 1949 – 57
- Jens Bach 1957 – 61
- Svend Åge Werborg 1961 – 66
- Hans Holm 1966 – 72
- Hjalmar Thomsen 1972 – 74

Danmarks Skolelederforening (fra 1976)
- H.E. Frank-Hansen 1972 – 80
- Birgit Darr 1980 – 92
- Hans Martin Jepsen, 1992 – 2000
- Erik Lorenzen, 2000 – 2007

Lederforeningen (fra 1999)
- Jens Færk 1999 – 2007

Skolelederforeningen (fra 2007)
- Anders Balle, 2007 – 2014
- Claus Hjortdal, 2014 – 2024
- Dorte Andreas, 2024 –